# بیوگرافی: یک بازی
بیوگرافی: یک بازی (Biografie: Ein Spiel) یک نمایشنامه اثر ماکس فریش (Max Rudolf Frisch) داستان‌نویس، نمایش نامه‌نویس و معمار سوئیسی است. این اثر در سال ۱۹۶۷ خلق شد و برای اولین بار در ۱ فوریه ۱۹۶۸ در زوریخ به نمایش درآمد. در سال ۱۹۸۴، فریش نسخه جدید اصلاح شده را ارائه داد؛ نمایشنامه ای که فریش آن را کمدی توصیف می‌کند و یکی از موضوعات اصلی که او در این اثر مطرح می‌کند: «امکان یا عدم امکان تغییر هویت افراد» است.

## ترجمه به فارسی
این اثر یکبار در سال ۱۳۵۱ با ترجمه «الف. شین» (مترجم ناشناس) از طریق انتشارات پویا به چاپ رسیده‌است و پس از آن منیره خلوتی این کتاب را مجدداً به زبان فارسی ترجمه می‌کند که این کتاب توسط انتشارات قطره در سال ۱۳۹۱ وارد بازار می‌شود.
این نمایشنامه به صورت صوتی هم در رادیو به زبان فارسی با کارگردانی میکائیل شهرستانی و بازی بهزاد فراهانی و صدرالدین شجره اجرا شده‌است.
نگارش فیلم نامه فیلم سینمایی چهل سالگی تحت تأثیر این نمایشنانه دانسته شده‌است.